# Jason Freese
Jason Freese (Orange County, 12 de janeiro de 1975), é um músico, produtor, e engenheiro de gravação. Como músico de estúdio profissional, ele já se se apresentou em mais de 50 álbuns e em mais de 35 artistas diferentes, incluindo vários álbuns pelo: Goo Goo Dolls, Green Day, Jewel, NOFX, e Zebrahead. Ele é o filho do solista de tuba Stan Freese, e o irmão mais novo do baterista profissional Josh Freese, e tem atuado em álbuns solos de seu irmão, bem como sobre álbuns de sua banda The Vandals. Jason se apresentou como um membro de turnê do Green no dia da American Idiot World tour, 21st Century Breakdown World tour e 99 Revolutions Tour, aparecendo em seus álbuns ao vivo Bullet in a Bible e Awesome as Fuck. Seus créditos de desempenho na maioria das vezes consistem de saxofone, piano e teclados. Seus créditos como produtor incluem o álbum de Jewell de 2009 Lullaby e o álbum de 2009 do Lullaby intitulado Death Is My Only Friend.

## Discografia
| Data de lançamento | Artista                      | Título                                   | Créditos                                                                       |
| ------------------ | ---------------------------- | ---------------------------------------- | ------------------------------------------------------------------------------ |
| 08-10-1996         | The Vandals                  | Oi to the World!                         | saxofone                                                                       |
| 23-06-1998         | The Vandals                  | Hitler Bad, Vandals Good                 | saxofone                                                                       |
| 09-03-1999         | Joe Sherbanee                | The Road Ahead                           | saxofone                                                                       |
| 11-07-2000         | Josh Freese                  | The Notorious One Man Orgy               | piano, saxofone                                                                |
| 21-11-2000         | Dweezil Zappa                | Automatic                                | performer                                                                      |
| 18-09-2001         | Los Calzones                 | Plastico                                 | teclado                                                                        |
| 27-11-2001         | Vários Artistas              | The Concert for New York City            | teclado                                                                        |
| 27-09-2002         | Lazlo Bane                   | All the Time in the World                | saxofone                                                                       |
| 28-01-2003         | Engelbert Humperdinck        | Definition of Love                       | backing vocals, saxofone, teclado                                              |
| 06-06-2003         | NOFX                         | The War on Errorism                      | saxofone                                                                       |
| 27-06-2003         | Jeff Scott Soto              | Prism                                    | saxofone                                                                       |
| 05-08-2003         | Stripsearch                  | Stripsearch                              | saxofone                                                                       |
| 2004-09-28         | Klear                        | Makin' Noise                             | teclado, Sino, Órgão, assobio                                                  |
| 30-03-2004         | Rennie Pilgrem               | Y4K                                      | saxofone                                                                       |
| 04-05-2004         | Kimberley Locke              | One Love                                 | Trompa                                                                         |
| 11-05-2004         | Ellis Hall                   | Straight Ahead                           | saxofone                                                                       |
| 27-07-2004         | Tommy Stinson                | Village Gorilla Head                     | saxofone                                                                       |
| 21-09-2004         | Green Day                    | American Idiot                           | saxofone                                                                       |
| 28-09-2004         | Afrika Bambaataa             | Dark Matter Moving at the Speed of Light | saxofone                                                                       |
| 28-09-2004         | The Juliet Dagger            | Turn Up the Death                        | teclado                                                                        |
| 28-09-2004         | Last Conservative            | On to the Next One                       | teclado                                                                        |
| 26-10-2004         | Fredalba                     | Uptown Music for Downtown Kids           | teclado                                                                        |
| 02-11-2004         | A Perfect Circle             | Emotive                                  | saxofone                                                                       |
| 23-11-2004         | Goo Goo Dolls                | Live in Buffalo: July 4th, 2004          | teclado, percussão, saxofone                                                   |
| 15-03-2005         | Vários artistas              | Drum Nation, Volume Two                  | saxofone                                                                       |
| 23-08-2005         | Aphrodite                    | Overdrive                                | saxofone                                                                       |
| 2005-11-15         | Green Day                    | Bullet in a Bible                        | backing vocals, Trompa, teclado                                                |
| 25-02-2006         | Goo Goo Dolls                | Let Love In                              | teclado                                                                        |
| 13-06-2006         | Busta Rhymes                 | The Big Bang                             | saxofone                                                                       |
| 11-07-2006         | Zebrahead                    | Broadcast to the World                   | músico, compositor, instrumentação                                             |
| 19-09-2006         | Faulter                      | Darling Buds of May                      | Órgão                                                                          |
| 31-10-2006         | Viva Death                   | One Percent Panic                        | saxofone                                                                       |
| 2006-11-21         | Rock Star Supernova          | Rock Star Supernova                      | músico                                                                         |
| 26-06-2007         | Forty Marshas                | Forty Marshas                            | saxofone, piano, teclado                                                       |
| 10-07-2007         | Spoon                        | Ga Ga Ga Ga Ga                           | saxofone                                                                       |
| 10-09-2007         | One Small Step for Landmines | One Small Step for Landmines             | Órgão                                                                          |
| 22-01-2008         | The Whigs                    | Mission Control                          | saxofone                                                                       |
| 08-04-2008         | P.O.D.                       | When Angels & Serpents Dance             | teclado                                                                        |
| 22-04-2008         | Foxboro Hot Tubs             | Stop Drop and Roll!!!                    | teclado, saxofone, flauta                                                      |
| 03-06-2008         | Jewel                        | Perfectly Clear                          | mellotron, Órgão                                                               |
| 23-06-2008         | Fandangle                    | Fly Away                                 | teclado                                                                        |
| 05-08-2008         | Zebrahead                    | Phoenix                                  | backing vocals, músico, coordenador                                            |
| 05-08-2008         | Jimmy Kane                   | A Constant State of Motion               | piano                                                                          |
| 14-04-2009         | Josh Freese                  | Since 1972                               | saxofone                                                                       |
| 28-04-2009         | NOFX                         | Coaster                                  | teclado                                                                        |
| 05-05-2009         | Jewel                        | Lullaby                                  | produtor, mellotron, triângulo, acordeão, piano                                |
| 15-05-2009         | Green Day                    | 21st Century Breakdown                   | piano                                                                          |
| 02-06-2009         | Candy Now!                   | Candy Now!                               | clarinete                                                                      |
| 07-07-2009         | Death by Stereo              | Death Is My Only Friend                  | produtor, backing vocals, instrumentação, engenheiro de gravação, compositor   |
| 07-07-2009         | Yves Klein Blue              | Ragged & Ecstatic                        | saxofone                                                                       |
| 2010-06-08         | Jewel                        | Sweet and Wild                           | mellotron, glockenspiel                                                        |
| 22-03-2011         | Green Day                    | Awesome as Fuck                          | teclado, Trompa                                                                |
| 2011-07-27         | Zebrahead                    | Get Nice!                                | produtor, instrumentação, pré-produção, backing vocals, engenharia de gravação |
| 2012               | Vicci Martinez               | Vicci                                    | teclado                                                                        |
| 2012               | LIT                          | The View from the Bottom                 | piano                                                                          |
| 2013               | Face To Face                 | Three Chords and a Half Truth            | saxofone                                                                       |
| 2014               | Gerard Way                   | Hesitant Alien                           | Trompa                                                                         |
| 2014               | Pitbull                      | Globalization                            | Saxofone                                                                       |
| 2015               | Sublime With Rome            | Sirens                                   | Saxofone                                                                       |
| 2015               | Dr.Dre                       | Compton                                  | Saxofone                                                                       |